# Баталин, Игорь Анатольевич
Игорь Анатольевич Баталин (8 февраля 1945 — 26 января 2024) — российский учёный в области теоретической физики, доктор физико-математических наук. Соавтор методов Batalin-Vilkovisky formalism и Batalin-Fradkin-Vilkovisky formalism.
Работал в Отделе теоретической физики ФИАН имени Лебедева.
Доктор физико-математических наук (1984), тема диссертации «Квантование динамических систем со связями».
Лауреат премии Тамма (1995, вместе с Григорием Александровичем Вилковыским) — за цикл работ «Общая теория квантования калибровочных систем».
Умер 26 января 2024 года.